# خاتم النبوة
خاتم النبوة هو من علامات ودلائل نبوّة محمد، وهو عبارة عن غُدّة حمراء مثل بيضة الحمامة، فيها شعرات مجتمعات كانت بين كتفي النبي محمد ناحية كتفه الأيسر.

## وصفه
أورد صحابة النبي محمد في صفة خاتم النبوة أحاديث عدّة:
- فقد وصفه جابر بن سمرة: «رأيت الخاتم عند كتفه مثل بيضة الحمامة يشبه جسده»،[2]
- ووصفه عمرو بن أخطب أبو زيد الأنصاري: «شعراتٌ بين كتفيه».[3]
- وعن عبد الله بن سرجس قال: «ثُمّ دُرْتُ خَلْفَهُ فَنَظَرْتُ إِلَىَ خَاتِمِ النّبُوّةِ بَيْنَ كَتِفَيْهِ. عِنْدَ نَاغِضِ كَتِفِهِ الْيُسْرَىَ جُمْعاً. عَلَيْهِ خِيلاَنٌ كَأَمْثَالِ الثّآلِيلِ.[4]»
- وعن السائب بن يزيد قال: «ذهبت بي خالتي إلى رسول الله ﷺ فقالت: يا رسول الله، إن ابن أختي وجع، فمسح رأسي، ودعا لي بالبركة، ثم توضأ فشربت من وضوئه، وقمت خلف ظهره، فنظرت إلى خاتم النبوة بين كتفيه مثل زرّ الحجلة.[5]» ، قال ابن حجر: " وجزم الترمذي بأن المراد بالحجلة «الطير المعروف، وأن المراد بزرها بيضها»
- قال القرطبي: «اتفقت الأحاديث الثابتة على أن خاتم النبوة كان شيئًا بارزًا أحمرَ عند كتفه الأيسر، قدره إذا قلل قدر بيضة الحمامة، وإذا كبر جمع اليد.[6]»
- وقد قال في وصفها ابن حجر العسقلاني: «وأما ما ورد من أنها كانت كأثر محجم، أو كالشامة السوداء أو الخضراء، أو مكتوب عليها «محمد رسول الله» أو «سر فأنت المنصور» أو نحو ذلك، فلم يثبت منها شيء».[6]
- وقال النووي: «أما بيضة الحمامة فهو بيضتها المعروفة، وأما قوله: جُمْعًا، فبضم الجيم وإسكان الميم، ومعناه: أنه كجمع الكف وهو صورته بعد أن تجمع الأصابع وتضمها. وأما الخيلان فبكسر الخاء المعجمة وإسكان الياء جمع خال وهو الشامة في الجسد. والله أعلم. قال القاضي: وهذه الروايات متقاربة متفقة على أنها شاخص في جسده قدر بيضة الحمامة[7]»

## أهمية خاتم النبوة
أن خاتم النبوة من صفات الأنبياء، ودليل علي النبوة عند أهل الكتاب، فقال ابن رجب: «وخاتم النبوة: من علامات نبوته التي كان يعرفه بها أهل الكتاب ويسألون عنها، ويطلبون الوقوف عليها وقد روي: أن هرقل بعث إلى النبي ﷺ بتبوك من ينظر له خاتم النبوة ثم يخبره عنه» ، وجاء ذكره في قول بحيرا الراهب لأبي طالب عن النبي : «وإني أعرفه بخاتم النبوة في أسفل مِنْ غُضْروفِ كَتِفِهِ مثل التفاحة»
ورد ذكر خاتم النبوة في قصَّة إسلام سلمان الفارسي  حينما كان يبحث عن النبي الحقِّ الذي عَرَف صفاته ومناقبه من أحد الرهبان في عَمُّورِيَة فقال سلمان: «ثم جئت رسول الله ﷺ وهو ببقيع الغرقد، وقد تبع جنازة من أصحابه، عليه شملتان له، وهو جالس في أصحابه، فسلمت عليه، ثم استدرت أنظر إلى ظهره، هل أرى الخاتم الذي وصف لي صاحبي، فلما رآني رسول الله ﷺ استدرته عرف أني استثبت في شيء وصف لي، قال: فألقى رداءه عن ظهره، فنظرت إلى الخاتم، فعرفته، فانكببت عليه أقبله وأبكى، فقال لي رسول الله ﷺ: تحول فتحولت، فقصصت عليه حديثي.»
وقال حسان بن ثابت  في مدحه ووصفه للنبي ﷺ: